# Euseius metwallyi
Euseius metwallyi är en spindeldjursart som beskrevs av Basha, Yousef och Mostafa 2002. Euseius metwallyi ingår i släktet Euseius och familjen Phytoseiidae. Inga underarter finns listade i Catalogue of Life.